# Xanthia asiatica
Xanthia asiatica là một loài bướm đêm trong họ Noctuidae.